# Chueco
Chueco (estilizado como C.H.U.E.C.O.) es una serie de televisión por internet de comedia argentino-mexicana producida por Non Stop para Disney+. La trama gira en torno a un hombre y sus tres hijos que reciben, como parte de una herencia, a un chimpancé como mascota llamada C.H.U.E.C.O.
Está protagonizada por Darío Barassi, Consuelo Duval, Maryel Abrego, Santiago Torres y Pato Alvarado. La serie se estrenó el 14 de julio de 2023. El 15 de diciembre de 2023, fue estrenado el episodio especial navideño, titulado «Una Navidad para C.H.U.E.C.O».  La segunda temporada se estrenó el 15 de mayo de 2024.

## Sinopsis
Juan (Darío Barassi) es un profesor de música viudo y tiene tres hijos, a quienes cría en su casa en México junto a Amanda (Consuelo Duval), la ama de llaves. Juan tiene algunos problemas económicos, pero eso pronto cambiará cuando recibe una fortuna como herencia, sin embargo, para acceder a ella deberá hacerse cargo de C.h.u.e.c.o, la mascota chimpancé de su fallecido tío, quien le dejó la herencia. De esta manera, Juan acepta la oferta pensando que todos sus problemas terminarán, pero el chimpancé desatará situaciones caóticas y divertidas en su casa, y a su vez esconde un secreto.

## Elenco

### Principal
- Darío Barassi como Juan Gustozzi
- Consuelo Duval como Amanda
- Maryel Abrego como Delfina Gustozzi
- Santiago Torres como Martín Gustozzi
- Pato Alvarado como Vicente Gustozzi
- Agustín Aristarán como la voz de «Chueco»

### Secundario
- Guido Massri como Gustavo
- Luciano Borges como profesor Alberto Macarato
- Macarena Giráldez como Sofía
- Marina Bellati como Raquel Franco
- Verónica Langer como Catalina
- David Ostrosky como Roberto
- Julieta Zylberberg como Lupe Romero
- Diego Gentile como Alessio Lombardi
- Florencia Benítez como Elena Lombardi
- Virginia Garófalo como Patricia
- Lupe Pascual como Emma
- Juan Cottet como Marcos
- Patricio Alvarado como Vicente

## Temporadas y episodios
| Temporada | Temporada | Episodios | Episodios | Lanzamiento original | Lanzamiento original |
| --------- | --------- | --------- | --------- | -------------------- | -------------------- |
|           | 1         | 13        | 13        | 14 de julio de 2023  | 14 de julio de 2023  |
|           | 2         | 12        | 12        | 15 de mayo de 2024   | 15 de mayo de 2024   |

### Primera temporada (2023)
| N.º en serie | N.º en temp. | Título                         | Dirigido por                   | Escrito por                     | Fecha de lanzamiento original |
| ------------ | ------------ | ------------------------------ | ------------------------------ | ------------------------------- | ----------------------------- |
| 1            | 1            | «Chueco llegó»                 | Daniel Casablanca y Kida Kawer | Guadalupe Rilova y Marta Suárez | 14 de julio de 2023           |
| 2            | 2            | «Sopa de macaco»               | Daniel Casablanca y Kida Kawer | Guadalupe Rilova y Marta Suárez | 14 de julio de 2023           |
| 3            | 3            | «Código simio»                 | Daniel Casablanca y Kida Kawer | Guadalupe Rilova y Marta Suárez | 14 de julio de 2023           |
| 4            | 4            | «Chueco y la spa»              | Daniel Casablanca y Kida Kawer | Guadalupe Rilova y Marta Suárez | 14 de julio de 2023           |
| 5            | 5            | «Doctor Simius»                | Daniel Casablanca y Kida Kawer | Guadalupe Rilova y Marta Suárez | 14 de julio de 2023           |
| 6            | 6            | «Chueco de ases»               | Daniel Casablanca y Kida Kawer | Guadalupe Rilova y Marta Suárez | 14 de julio de 2023           |
| 7            | 7            | «Los suegros»                  | Daniel Casablanca y Kida Kawer | Guadalupe Rilova y Marta Suárez | 14 de julio de 2023           |
| 8            | 8            | «Chueco, el extraterrestre»    | Daniel Casablanca y Kida Kawer | Guadalupe Rilova y Marta Suárez | 14 de julio de 2023           |
| 9            | 9            | «Chueco poseso»                | Daniel Casablanca y Kida Kawer | Guadalupe Rilova y Marta Suárez | 14 de julio de 2023           |
| 10           | 10           | «Chueco y su macaco»           | Daniel Casablanca y Kida Kawer | Guadalupe Rilova y Marta Suárez | 14 de julio de 2023           |
| 11           | 11           | «Salchipanes con chuecochurri» | Daniel Casablanca y Kida Kawer | Guadalupe Rilova y Marta Suárez | 14 de julio de 2023           |
| 12           | 12           | «San Valentín»                 | Daniel Casablanca y Kida Kawer | Guadalupe Rilova y Marta Suárez | 14 de julio de 2023           |
| 13           | 13           | «Chueco se va»                 | Daniel Casablanca y Kida Kawer | Guadalupe Rilova y Marta Suárez | 14 de julio de 2023           |

### Segunda temporada (2024)
| N.º en serie | N.º en temp. | Título                      | Dirigido por                   | Escrito por                     | Fecha de lanzamiento original |
| ------------ | ------------ | --------------------------- | ------------------------------ | ------------------------------- | ----------------------------- |
| 14           | 1            | «Chueco volvió»             | Daniel Casablanca y Kida Kawer | Guadalupe Rilova y Marta Suárez | 15 de mayo de 2024            |
| 15           | 2            | «Chuequiguarida»            | Daniel Casablanca y Kida Kawer | Guadalupe Rilova y Marta Suárez | 15 de mayo de 2024            |
| 16           | 3            | «Chueco rockstar»           | Daniel Casablanca y Kida Kawer | Guadalupe Rilova y Marta Suárez | 15 de mayo de 2024            |
| 17           | 4            | «Simius Holmes»             | Daniel Casablanca y Kida Kawer | Guadalupe Rilova y Marta Suárez | 15 de mayo de 2024            |
| 18           | 5            | «Chueco y la prima de Juan» | Daniel Casablanca y Kida Kawer | Guadalupe Rilova y Marta Suárez | 15 de mayo de 2024            |
| 19           | 6            | «Chueco autor»              | Daniel Casablanca y Kida Kawer | Guadalupe Rilova y Marta Suárez | 15 de mayo de 2024            |
| 20           | 7            | «Un Chueco de ensueño»      | Daniel Casablanca y Kida Kawer | Guadalupe Rilova y Marta Suárez | 15 de mayo de 2024            |
| 21           | 8            | «Chueco y el leopardo»      | Daniel Casablanca y Kida Kawer | Guadalupe Rilova y Marta Suárez | 15 de mayo de 2024            |
| 22           | 9            | «Chueco juanizado»          | Daniel Casablanca y Kida Kawer | Guadalupe Rilova y Marta Suárez | 15 de mayo de 2024            |
| 23           | 10           | «Chueco Evolution»          | Daniel Casablanca y Kida Kawer | Guadalupe Rilova y Marta Suárez | 15 de mayo de 2024            |
| 24           | 11           | «Chueco Re-Evolution»       | Daniel Casablanca y Kida Kawer | Guadalupe Rilova y Marta Suárez | 15 de mayo de 2024            |
| 25           | 12           | «Chueco & Family»           | Daniel Casablanca y Kida Kawer | Guadalupe Rilova y Marta Suárez | 15 de mayo de 2024            |

## Desarrollo

### Producción
En febrero del 2022, Disney+ anunció que había dado luz verde a la realización de la serie C.h.u.e.c.o, la primera sitcom de Disney+ para Latinoamérica, la cual contaría con 13 episodios producidos por Non Stop y que estarían bajo la dirección tanto de Daniel Casablanca, como de Kida Kawer. Mientras que los guiones estuvieron a cargo de Guadalupe Rilova y Marta Suárez con una participación de Clara Duarte.

### Rodaje
La serie inició sus grabaciones a principios de febrero del 2022 en Buenos Aires, las cuales se extenderán hasta abril.

### Casting
El mismo día del anuncio de la producción, Disney confirmó que sus protagonistas serían Darío Barassi y Consuelo Duval, mientras que Maryel Abrego, Santiago Torres y Pato Alvarado interpretarían a los hijos del personaje de Barassi.

## Premios y nominaciones
| Lista de premios y nominaciones | Lista de premios y nominaciones | Lista de premios y nominaciones                                | Lista de premios y nominaciones | Lista de premios y nominaciones | Lista de premios y nominaciones |
| Año                             | Organización                    | Categoría                                                      | Nominado/a(s)                   | Resultado                       | Ref(s)                          |
| ------------------------------- | ------------------------------- | -------------------------------------------------------------- | ------------------------------- | ------------------------------- | ------------------------------- |
| 2023                            | Premio Produ                    | Mejor sitcom                                                   | Chueco                          | Ganador                         | [ 10 ]                          |
| 2023                            | Premio Produ                    | Mejor actriz principal - Serie o miniserie de comedia / sitcom | Consuelo Duval                  | Nominado                        | [ 10 ]                          |
| 2023                            | Premio Produ                    | Mejor actor principal - Serie o miniserie de comedia / sitcom  | Darío Barassi                   | Nominado                        | [ 10 ]                          |
| 2023                            | Premios Martín Fierro Latino    | Mejor sitcom                                                   | Chueco                          | Ganador                         | [ 11 ]                          |
| 2024                            | Premio Produ                    | Mejor sitcom                                                   | Chueco                          | Nominado                        | [ 12 ]                          |
| 2024                            | Premio Produ                    | Mejor actor principal - Serie y miniserie de sitcom            | Darío Barassi                   | Nominado                        | [ 12 ]                          |
| 2024                            | Premio Produ                    | Mejor actriz de reparto - Serie y miniserie de comedia         | Julieta Zylberberg              | Nominada                        | [ 12 ]                          |
| 2024                            | Premio Produ                    | Mejor actriz revelación                                        | Maryel Abrego                   | Nominada                        | [ 12 ]                          |
| 2024                            | Premio Produ                    | Mejor actor revelación                                         | Santiago Torres                 | Nominado                        | [ 12 ]                          |